# Kellogg (Iowa)
Kellogg es una ciudad ubicada en el condado de Jasper en el estado estadounidense de Iowa. En el Censo de 2010 tenía una población de 599 habitantes y una densidad poblacional de 633,63 personas por km².

## Geografía
Kellogg se encuentra ubicada en las coordenadas 41°43′5″N 92°54′26″O / 41.71806, -92.90722. Según la Oficina del Censo de los Estados Unidos, Kellogg tiene una superficie total de 0.95 km², de la cual 0.95 km² corresponden a tierra firme y (0%) 0 km² es agua.

## Demografía
Según el censo de 2010, había 599 personas residiendo en Kellogg. La densidad de población era de 633,63 hab./km². De los 599 habitantes, Kellogg estaba compuesto por el 98.16% blancos, el 0.17% eran afroamericanos, el 0.17% eran amerindios, el 0.5% eran asiáticos, el 0% eran isleños del Pacífico, el 0.83% eran de otras razas y el 0.17% pertenecían a dos o más razas. Del total de la población el 2.17% eran hispanos o latinos de cualquier raza.